# 原昌三
原 昌三（はら しょうぞう、1926年9月26日 - 2018年6月9日）は、日本の造船技術者、アマチュア無線家、馬術選手。日本アマチュア無線連盟や日本馬術連盟の会長を務めた。
岳父（妻の父）は入江相政。母方の祖父は坂本俊篤。伯父（母の兄）は坂本大造。塩野季彦は大叔父（父方の祖母の弟）。塩野宜慶は従叔父。

## 来歴
長崎県に生まれる。小学生（学習院初等科）の頃に鉱石ラジオを作る。そこで耳にした英語の電波について尋ねたことから、アマチュア無線の存在を知る。学習院中等科の頃に自宅からほど近い場所にアマチュア無線のアンテナを構えた民家があるのに気づき、そこを訪ねたところ、学習院高等科の先輩で、その先輩と親しくなって短波受信機も自作した。太平洋戦争開始後、出入りしていた日本アマチュア無線連盟で軍の依頼による電波監視用機器製作を受け持った。学習院高等科に進学後、戦争末期に校舎が空襲で焼失すると、前記の先輩の誘いで海軍技術研究所（当初は目黒、のち日光に疎開）に勤務し、レーダーや無線機の研究などに携わった。終戦後に復学して、1948年に学習院高等科理科甲類を卒業。
1951年に早稲田大学理工学部電気工学科を卒業後、東日本重工業（現・三菱重工業）に入社した。三菱重工業では船舶事業本部技師長（1982年 - 1993年）となり、護衛艦や砕氷艦ふじの建造や艤装を手がける。
1952年にJA1ANのコールサインでアマチュア無線局を開局。これは戦後初のアマチュア無線技士国家試験に合格してのものだった。日本アマチュア無線連盟ではその年から理事を務め、1970年から2012年まで会長の座にあった。2012年同連盟の一般社団法人移行を持って退任した後の2014年6月に名誉会員の称号を授与される。また、日本アマチュア無線振興協会の1991年の設立から2014年まで会長を務め、同年名誉会長となる。
1950年の第5回国民体育大会（愛知国体）馬術競技および1951年の全日本馬場馬術選手権で優勝する。1976年に日本馬術連盟理事長、日本オリンピック委員会(JOC)委員に就任し、1993年から2002年まで日本馬術連盟会長を務めた。

## 著書
- 『アマチュア無線の世界 趣味の王様=ハムの楽しさ・歴史・入門法』CQ出版社、1997年。ISBN 4-7898-1317-7。
- 『About VHFに見る無線史 CQ ham radio誌連載600回を超えた「About VHF」回顧録』CQ出版〈Radio classics books〉、2004年。ISBN 4-7898-1485-8。
- 『ハローCQ原昌三 時代の証言者』（読売新聞社編）日本アマチュア無線連盟、2016年

## 顕彰
- 藍綬褒章 - 1986年
- 勲三等瑞宝章 - 1996年